# Трудолюбимівка
Трудолюби́мівка — село в Україні, у Роздольській сільській громаді Василівського району Запорізької області. Населення становить 276 осіб. До 2017 орган місцевого самоврядування — Роздольська сільська рада.

## Географія
Село Трудолюбимівка знаходиться за 4 км від правого берега річки Молочна, на відстані 1 км від села Рівне та за 2 км від села Водне.

## Історія
1821 — дата заснування.
12 червня 2020 року, відповідно до розпорядження Кабінету Міністрів України № 713-р «Про визначення адміністративних центрів та затвердження територій територіальних громад Запорізької області», увійшло до складу Роздольської сільської громади.
19 липня 2020 року, в результаті адміністративно-територіальної реформи та ліквідації  Михайлівського району та Токмацького районів населені пункти  громади увійшли до складу Василівського району.
22 червня 2023 року рішенням Національної комісії зі стандартів державної мови віднесено до списку населених пунктів, які «можуть не відповідати лексичним нормам української мови», зокрема стосуватися «російської імперської чи колоніальної політики». Громаді рекомендовано запропонувати нову назву в установленому законодавством порядку.